# Teror
Teror är en kommun i Spanien. Den ligger i den autonoma regionen Kanarieöarna i sydvästra delen av landet, 1 700 km sydväst om huvudstaden Madrid. Antalet invånare är 12 878 (2024). Teror ligger på Gran Canaria i ögruppen Kanarieöarna.